# Károlyi János (színművész)
Károlyi János, névvariáns: Karger (Újszőny, 1894. február 20. – Budapest, 1970. június 12.) magyar színész, rendező, színházigazgató.

## Életpályája
Újszőnyben született, 1894. február 20-án. Hivatásos színészként 1918. decemberében lépett először színpadra Újpesten, énekes bonviván szerepkörben. Lírai tenorként az 1920-as évek elején Miklósy Gábor társulata szerződtette, amely többek között Kispesten, Gyöngyösön működött. 1928-tól rendezőként és színészként a Székesfehérvár–Nyíregyháza–Békéscsaba–Makó–Kiskunhalas–Veszprém–Nagykőrös–Kalocsa–Kispest–Budapest–Ungvár–Munkács–Beregszász színikerületben dolgozott, majd 1932-ben színigazgató lett lett a Kiskunhalas–Nagykőrös–Kalocsa–Kunszentmárton színikerületben. Vándortársulata 1941-től Kaposváron, Zalaegerszegen, Nagykanizsán, Keszthelyen szerepelt. Olyan híres színészek is megfordultak társulatában, mint Kazal László, Ladomerszky Margit, Kovács Károly vagy Sarlai Imre. 1952-től színészként a Madách Színház, 1960-tól 1963-ig az Állami Déryné Színház  tagja volt.
Lánya Károlyi Judit színésznő volt. Sógora volt Radó Vilmos színész. színigazgató.

## Színházi szerepeiből
- Alekszandr Nyikolajevics Osztrovszkij: Farkasok és bárányok... Sztaroszta
- William Shakespeare: Rómeó és Júlia... Szolga
- Iszajev–Galics: Nem magánügy... Szakállas
- Szigligeti Ede: Liliomfi... I. pandúr
- Emil František Burian: Születésnap... Donáth
- Móricz Zsigmond: Rokonok... Öregember
- Gárdonyi Géza: Egri csillagok... Jumurdzsák; Sukán bácsi
- Darvas József: Hajnali tűz... Zana Ferenc; Vidrák Sándor; Czakó
- Hubay Miklós: Egy magyar nyár... Egy kubikos
- Buday Dénes: Diákszerelem... Simándy Pál
- Turr testvérek: Villa a mellékutcában... Jefszeics